# Hallaröds församling
Hallaröds församling var en församling i Lunds stift och i Höörs kommun i Skåne län. Församlingen uppgick 2006 i Höörs församling.

## Administrativ historik
Församlingen har medeltida ursprung. 
Församlingen var till 1962 annexförsamling i Norra Rörum och Hallaröd. Från 1962 till 2006 var den annexförsamling i pastoratet Höör, Munkarp, Norra Rörum och Hallaröd som från 1973 även omfattade Tjörnarps församling. Församlingen uppgick 2006 i Höörs församling.

## Kyrkor
- Hallaröds kyrka